# Gosford, New South Wales
Gosford là một thành phố thuộc bang New South Wales, Úc, khoảng 76 km về phía bắc của khu trung tâm thương mại Sydney. Thành phố nằm ở cực phía bắc của Brisbane Water, một nhánh phía Bắc rộng lớn của cửa sông Hawkesbury và vịnh Broken.
Thành phố này là trung tâm hành chính của vùng ven biển miền Trung, là khu vực đô thị lớn thứ ba ở New South Wales sau Sydney và Newcastle. Gosford được coi là một trung tâm thương mại lớn của Khu vực đô thị Sydney, và đã được chỉ định là một trung tâm phát triển quan trọng trong Chiến lược thành thị New South Wales. Dân số của thành phố là 155.271 người, trong cuộc điều tra dân số năm 2006.
Gosford được coi là một ngoại ô của khu vực đô thị Sydney, với một tỷ lệ đáng kể của người dân đi lại làm việc hoặc học tập. Điều này có thể là do chi phí sinh hoạt rẻ hơn, thiếu việc làm và cơ hội giáo dục trong khu vực, các yếu tố lối sống và sự phát triển của hệ thống giao thông đường bộ cao tốc và đường sắt cao tốc.

## Khí hậu
Gosford có khí hậu cận nhiệt đới ẩm (phân loại khí hậu Köppen Cfa) với mùa hè ấm áp và mùa đông ôn hòa.
| Dữ liệu khí hậu của Gosford               | Dữ liệu khí hậu của Gosford | Dữ liệu khí hậu của Gosford | Dữ liệu khí hậu của Gosford | Dữ liệu khí hậu của Gosford | Dữ liệu khí hậu của Gosford | Dữ liệu khí hậu của Gosford | Dữ liệu khí hậu của Gosford | Dữ liệu khí hậu của Gosford | Dữ liệu khí hậu của Gosford | Dữ liệu khí hậu của Gosford | Dữ liệu khí hậu của Gosford | Dữ liệu khí hậu của Gosford | Dữ liệu khí hậu của Gosford |
| Tháng                                     | 1                           | 2                           | 3                           | 4                           | 5                           | 6                           | 7                           | 8                           | 9                           | 10                          | 11                          | 12                          | Năm                         |
| ----------------------------------------- | --------------------------- | --------------------------- | --------------------------- | --------------------------- | --------------------------- | --------------------------- | --------------------------- | --------------------------- | --------------------------- | --------------------------- | --------------------------- | --------------------------- | --------------------------- |
| Cao kỉ lục °C (°F)                        | 44.8 (112.6)                | 43.0 (109.4)                | 40.1 (104.2)                | 32.9 (91.2)                 | 28.8 (83.8)                 | 25.0 (77.0)                 | 25.5 (77.9)                 | 29.9 (85.8)                 | 36.1 (97.0)                 | 38.0 (100.4)                | 41.8 (107.2)                | 43.0 (109.4)                | 44.8 (112.6)                |
| Trung bình ngày tối đa °C (°F)            | 28.2 (82.8)                 | 27.4 (81.3)                 | 26.0 (78.8)                 | 23.4 (74.1)                 | 20.6 (69.1)                 | 18.4 (65.1)                 | 17.7 (63.9)                 | 19.4 (66.9)                 | 22.2 (72.0)                 | 24.0 (75.2)                 | 25.0 (77.0)                 | 26.9 (80.4)                 | 23.3 (73.9)                 |
| Tối thiểu trung bình ngày °C (°F)         | 17.2 (63.0)                 | 17.2 (63.0)                 | 15.4 (59.7)                 | 12.1 (53.8)                 | 8.8 (47.8)                  | 6.7 (44.1)                  | 5.4 (41.7)                  | 5.6 (42.1)                  | 8.3 (46.9)                  | 10.9 (51.6)                 | 13.7 (56.7)                 | 15.7 (60.3)                 | 11.4 (52.5)                 |
| Thấp kỉ lục °C (°F)                       | 7.5 (45.5)                  | 9.7 (49.5)                  | 5.8 (42.4)                  | 1.5 (34.7)                  | 0.1 (32.2)                  | −1.5 (29.3)                 | −4.2 (24.4)                 | −1.1 (30.0)                 | −0.6 (30.9)                 | 1.1 (34.0)                  | 3.9 (39.0)                  | 6.0 (42.8)                  | −4.2 (24.4)                 |
| Lượng Giáng thủy trung bình mm (inches)   | 115.6 (4.55)                | 185.6 (7.31)                | 140.2 (5.52)                | 154.6 (6.09)                | 119.7 (4.71)                | 113.6 (4.47)                | 74.3 (2.93)                 | 72.8 (2.87)                 | 64.8 (2.55)                 | 90.8 (3.57)                 | 95.5 (3.76)                 | 109.2 (4.30)                | 1.333 (52.48)               |
| Số ngày giáng thủy trung bình             | 11.3                        | 11.1                        | 11.5                        | 11.4                        | 10.5                        | 10.4                        | 9.3                         | 8.4                         | 8.5                         | 9.4                         | 10.1                        | 10.1                        | 122.0                       |
| Độ ẩm tương đối trung bình buổi chiều (%) | 59                          | 63                          | 62                          | 61                          | 61                          | 62                          | 55                          | 48                          | 51                          | 54                          | 59                          | 59                          | 58                          |
| Nguồn:                                    |                             |                             |                             |                             |                             |                             |                             |                             |                             |                             |                             |                             |                             |

## Thành phố kết nghĩa
- Edogawa, Nhật Bản
- Nitra, Slovakia[2]